# The World Unseen
The World Unseen é um filme de drama romântico de 2007 realizado por Shamim Sarif, sobre o amor entre duas mulheres numa sociedade racista, sexista, machista e homofóbica, na África do Sul dos anos 50.
As duas actrizes de The World Unseen juntam-se novamente a Shamim Sarif em I Can't Think Straight.

## Sinopse
Na África do Sul dos anos 50, os caminhos de Amina, dona de um café, e Miriam, dona-de-casa, esposa e mãe, cruzam-se de forma inesperada.
A "espírito-livre" Amina, quebrou todas as regras da sua comunidade convencional, abrindo um café, tendo sempre presente música, risos e comida caseira, uma "zona cinzenta" para aqueles que estão fora do estrito "preto e branco", regras do governo do apartheid liderada pelos EUA.
Miriam, por outro lado, é uma mãe coruja dos seus filhos e uma esposa recatada e subserviente ao marido, machista frustrado, Omar. Silenciosamente inteligente, Miriam nunca assumiu que ela pode ter escolhas na vida. Quando Miriam encontra Amina, a atracção inesperada lança-as fora de equilíbrio.

## Elenco[1]
- Lisa Ray - Miriam, esposa e mãe, recentemente emigrada para a África do Sul.
- Sheetal Sheth - Amina, a dona de um café, de mente muito aberta.
- Parvin Dabas - Omar, o marido de Miriam.
- David Dennis - Jacob, sócio de Amina, um homem negro.
- Grethe Fox - Madeleine Smith
- Colin Moss - De Witt
- Nandana Sen - Rehmat
- Natalie Becker - Farah
- Rajesh Gopie - Sadru
- Bernard White - Mr. Harjan
- Avantika Akerkar - Mrs. Harjan
- Amber Rose Revah - Begum
- Leonie Casanova - Doris

## Prémios
| Prémios                                        | Prémios                                  | Prémios                     | Prémios   |
| Prémio                                         | Categoria                                | Nome                        | Resultado |
| ---------------------------------------------- | ---------------------------------------- | --------------------------- | --------- |
| South African Film and Television Awards       | Melhor Diretor                           | Shamim Sarif                | Venceu    |
| South African Film and Television Awards       | Melhor Diretor de Fotografia             | Mike Downie                 | Venceu    |
| South African Film and Television Awards       | Melhor Ator Coadjuvante                  | David Dennis                | Venceu    |
| South African Film and Television Awards       | Melhor Atriz Coadjuvante                 | Natalie Becker              | Venceu    |
| South African Film and Television Awards       | Melhor Elenco                            | The World Unseen            | Venceu    |
| South African Film and Television Awards       | Melhor Roteiro                           | Shamim Sarif                | Venceu    |
| South African Film and Television Awards       | Melhor Editor                            | Ronelle Loots, David Martin | Venceu    |
| South African Film and Television Awards       | Melhor Designer de Produção              | Tanya van Tonder            | Venceu    |
| South African Film and Television Awards       | Melhor Figurinista                       | Danielle Knox               | Venceu    |
| South African Film and Television Awards       | Melhor Maquiagem/Estilo de cabelo        | Caera O'Shaughneey          | Venceu    |
| South African Film and Television Awards       | Melhor Designer de Som                   | Barry Donnelly              | Venceu    |
| Phoenix International Film Festival            | Melhor Diretor de Cinema Mundial         | Shamim Sarif                | Venceu    |
| Clip Film Festival, USA                        | Melhor Diretor, Longa-Metragem           | Shamim Sarif                | Venceu    |
| Grand Canarias G&L International Film Festival | Melhor Atriz                             | Sheetal Sheth               | Venceu    |
| Miami Gay & Lesbian Film Festival              | Prêmio do Público, Melhor Longa-Metragem | The World Unseen            | Venceu    |
| Verzaubert Film Festival                       | Medalha de Prata                         | The World Unseen            | Venceu    |
| Paris Feminist & Lesbian Film Festival         | Prêmio do Público, Melhor Longa-Metragem | The World Unseen            | Venceu    |
| Rehoboth Film Festival                         | Melhor longa-metragem de estreia         | The World Unseen            | Venceu    |